# Mai 2024
Portal Geschichte | Portal Biografien | Aktuelle Ereignisse | Jahreskalender | Tagesartikel

◄ |
20. Jahrhundert |
21. Jahrhundert

◄ |
1990er |
2000er |
2010er |
2020er
| 2030er | 2040er

◄ |
2020 |
2021 |
2022 |
2023 |
2024
| 2025 | 2026 | 2027 | 2028 | ►

◄ |
Februar 2024 |
März 2024 |
April 2024 |
Mai 2024 |
Juni 2024 |
Juli 2024 |
August 2024 |
►
Dieser Artikel behandelt tagesbezogene Nachrichten und Ereignisse im Mai 2024. Eine Artikelübersicht zu thematischen „Dauerbrennern“ und zu länger andauernden Veranstaltungen findet sich auf der Seite zu den laufenden Ereignissen.

## Tagesgeschehen

### Donnerstag, 2. Mai 2024
- Berlin/Deutschland: Katharina Stark und Zethphan Smith-Gneist werden mit dem New Faces Award ausgezeichnet.
- Blackpool/Vereinigtes Königreich: Bei der Nachwahl in Blackpool South gewinnt Labour einen Sitz im britischen Unterhaus, den vorher die Konservativen innehatten.

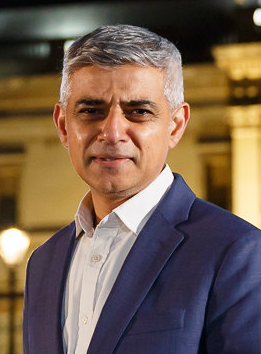
Sadiq Khan (2020)

- London/Vereinigtes Königreich: Sadiq Khan wird zum dritten Mal zum Bürgermeister von London gewählt.

### Freitag, 3. Mai 2024
- Berlin/Deutschland: Der Deutsche Filmpreis wird verliehen.

### Sonntag, 5. Mai 2024
- Panama: Präsidentschafts-, Parlaments- und Kommunalwahl.[1] Gewinner der Präsidentschaftswahl ist José Raúl Mulino.
- Rimini/Italien: Ende der Turn-Europameisterschaften der Frauen.
- Valdesquí/Spanien: Demi Vollering gewinnt die La Vuelta Femenina.

### Montag, 6. Mai 2024

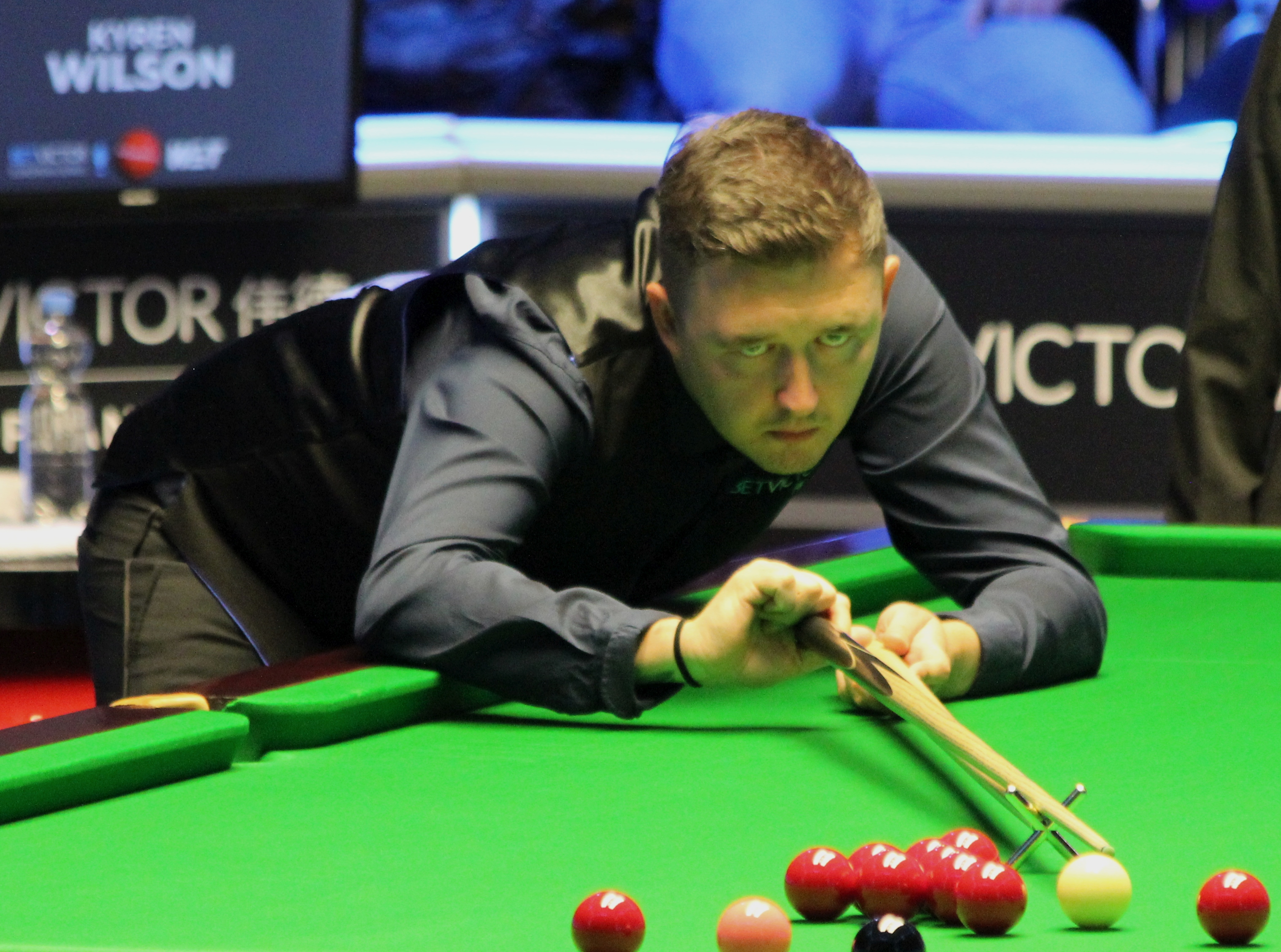
Kyren Wilson (2022)

- Sheffield/Vereinigtes Königreich: Mit der Snookerweltmeisterschaft, bei der im Finale Kyren Wilson gegen Jak Jones gewinnt, endet die Snooker-Saison 2023/24.
- N’Djamena/Tschad: Präsidentschaftswahl im Tschad.

### Dienstag, 7. Mai 2024
- Moskau/Russland: Wladimir Putin wird für eine fünfte Amtszeit als Präsident Russlands vereidigt.
- Stuttgart/Deutschland: Am Stuttgarter Verwaltungsgericht werden die Klagen der Deutschen Bahn gegen die Projektpartner auf Übernahme der Mehrkosten beim Projekt Stuttgart 21 abgewiesen.[2]

### Mittwoch, 8. Mai 2024

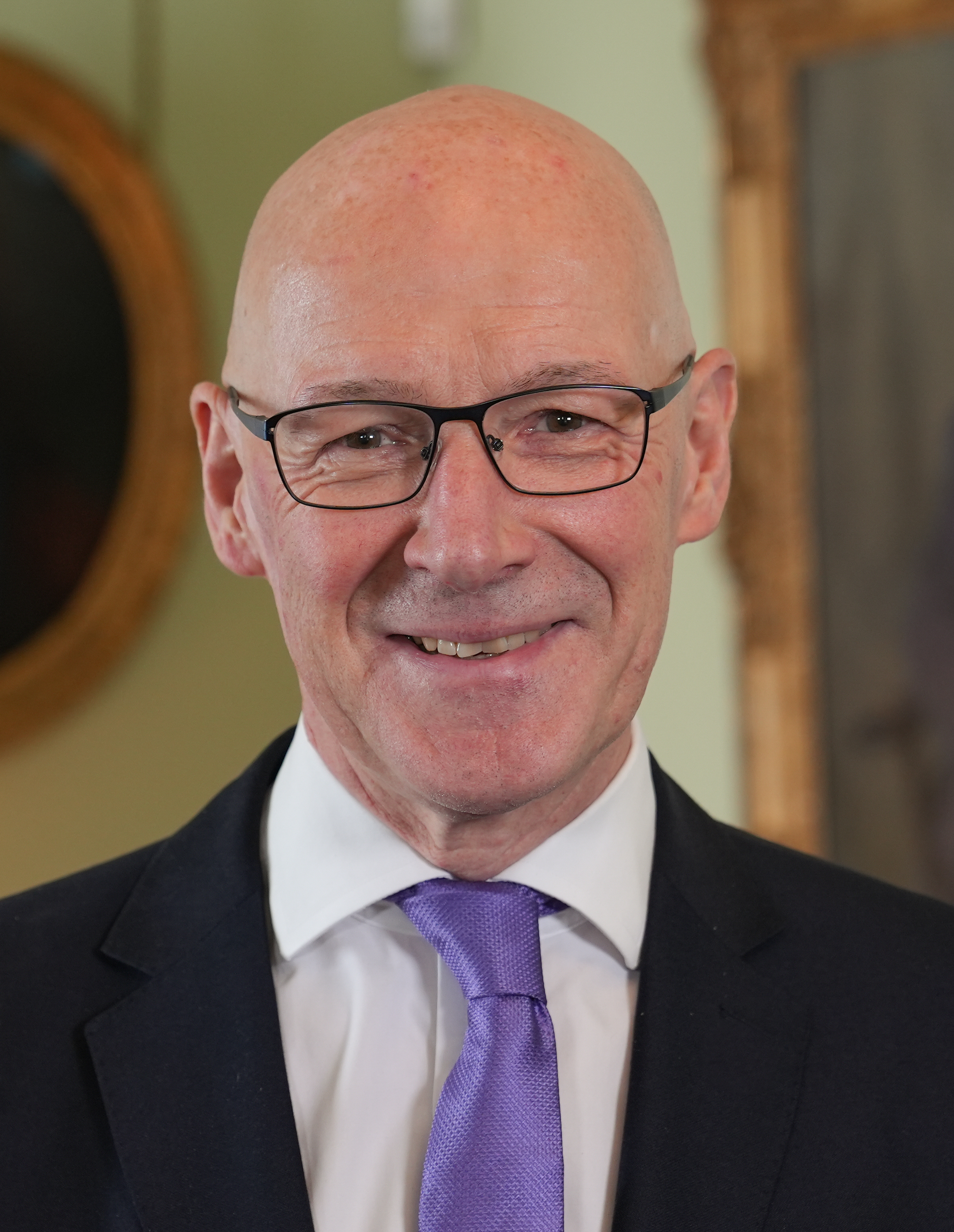
John Swinney (2024)

- Europäische Union/Weltweit: Copernicus vermeldet, dass der April 2024 der global wärmste April seit Aufzeichnungsbeginn und der elfte Monat in Folge war (seit Juni 2023), der einen neuen Rekord für die jeweiligen Monatsdurchschnittstemperaturen brachte.
- Edinburgh/Schottland: John Swinney wird zum First Minister vereidigt.
- Skopje/Nordmazedonien: Parlamentswahl und Entscheidung der Präsidentschaftswahl.[3]
- Berlin/Deutschland: Abschluss des 36. Parteitages der CDU
- Hamburg/Deutschland: Das zweitägige OMR Festival geht zu Ende.

### Donnerstag, 9. Mai 2024

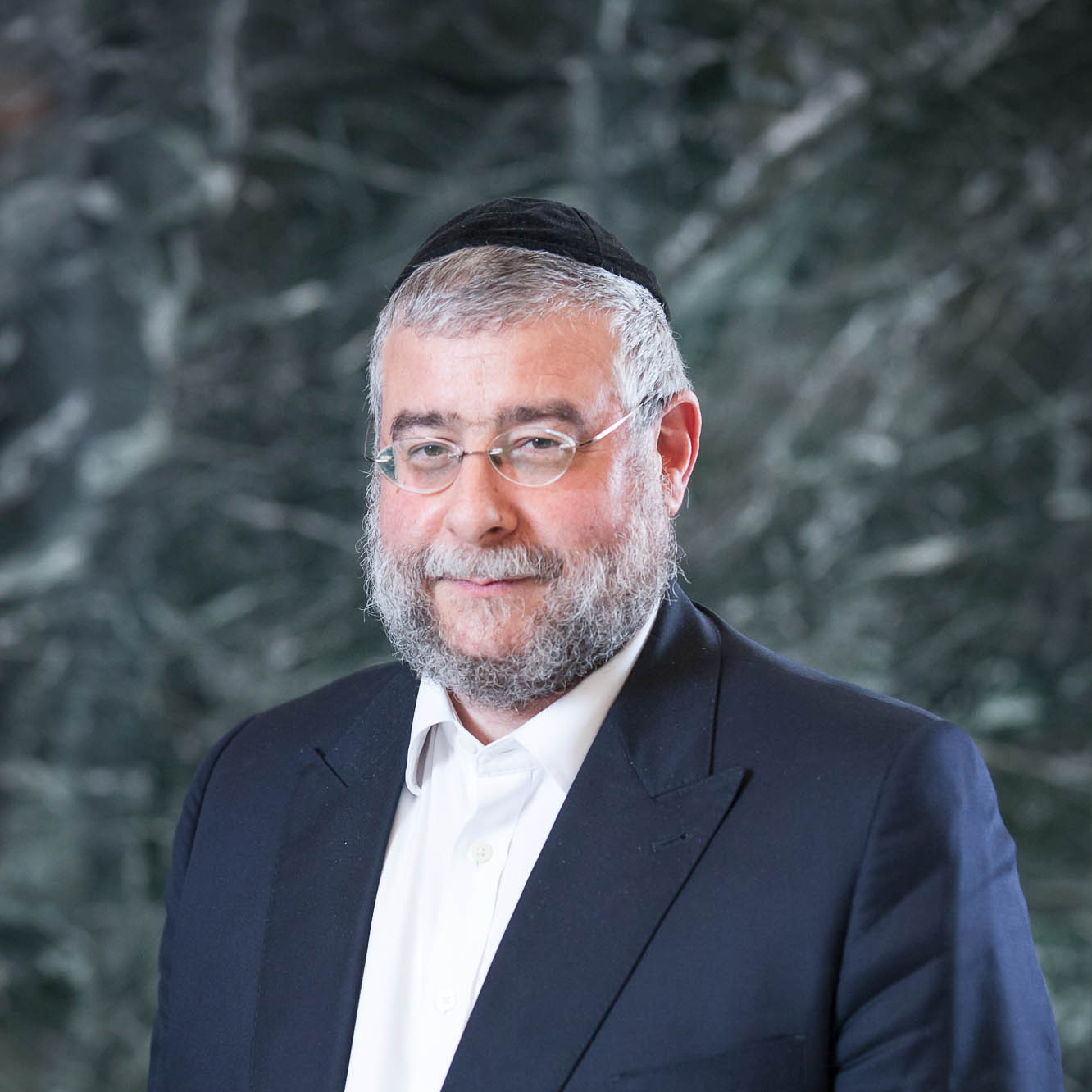
Pinchas Goldschmidt (2016)

- Aachen/Deutschland: Verleihung des Karlspreises an Pinchas Goldschmidt und die jüdischen Gemeinschaften in Europa.
- Köln/Deutschland: Finale des DFB-Pokals 2023/24 (Frauen).
- Roth/Deutschland: Der Extremsportler Jonas Deichmann will ab heute an 120 Tagen in Folge die Ironman-Distanz auf der Originalstrecke der Challenge Roth absolvieren.

### Freitag, 10. Mai 2024
- Tschechien: Beginn der Eishockey-Weltmeisterschaft der Herren 2024.

### Samstag, 11. Mai 2024

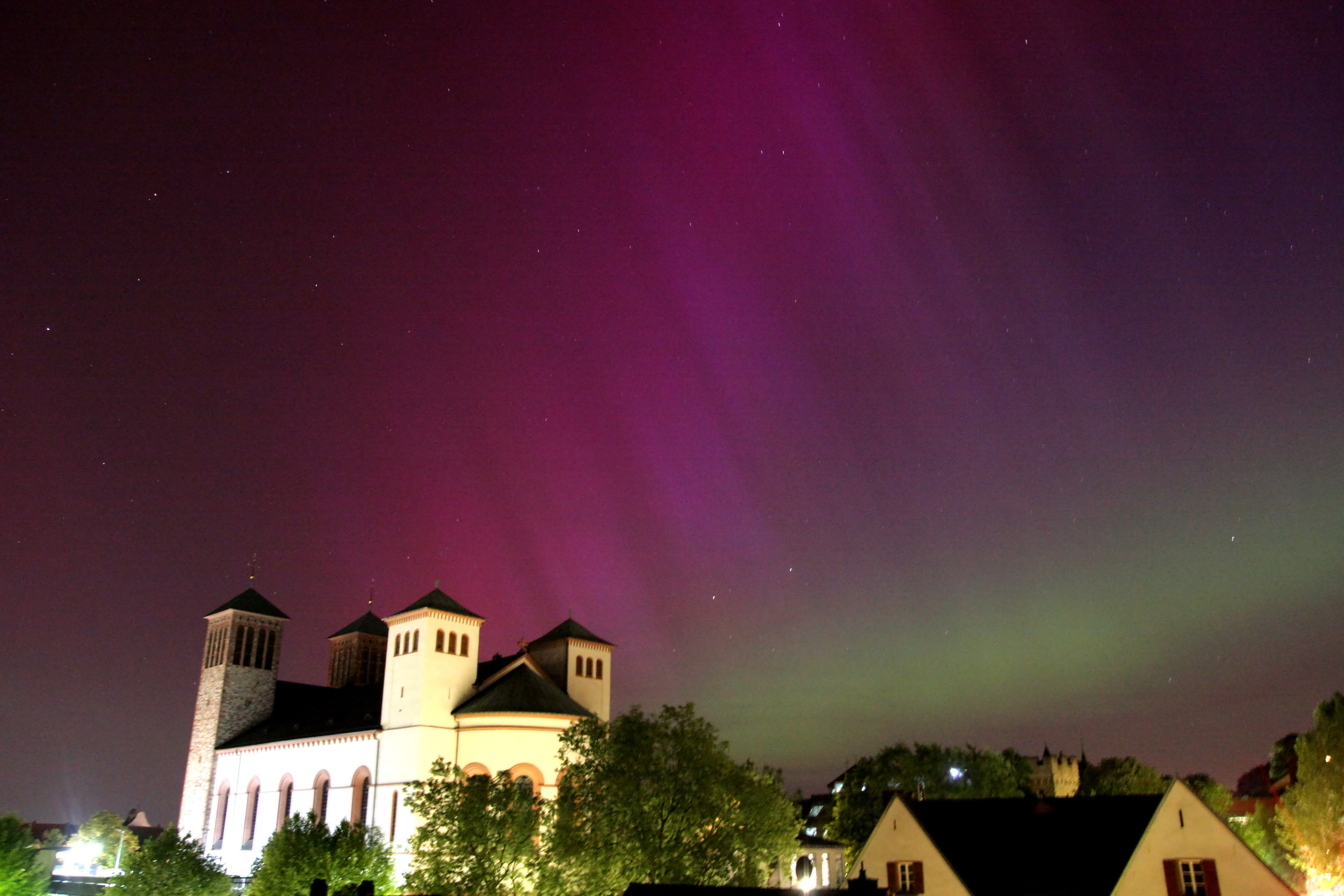
Polarlichter in Bensheim, Südhessen am 11. Mai 2024

- Durch den stärksten Sonnensturm seit 2003 sind in der Nacht vom 10. auf den 11. Mai zahlreiche Polarlichter in Mitteleuropa sichtbar.
- Malmö/Schweden: Nemo gewinnt mit dem Song The Code für die Schweiz den 68. Eurovision Song Contest.

### Sonntag, 12. Mai 2024
- Vilnius/Litauen: Präsidentschaftswahl und Referendum über Mehrfachstaatsbürgerschaften.[4]
- Barcelona/Spanien: Parlamentswahl in Katalonien.

### Dienstag, 14. Mai 2024
- Cannes/Frankreich: 77. Internationalen Filmfestspiele von Cannes (Eröffnung).

### Mittwoch, 15. Mai 2024
- Handlová/Slowakei: Auf den slowakischen Ministerpräsidenten Robert Fico wird ein Attentat verübt.

### Donnerstag, 16. Mai 2024
- Berlin/Deutschland: Das sogenannte „Solarpaket I“ tritt in Kraft, es bringt unter anderem zahlreiche rechtliche Erleichterungen für Balkonkraftwerke.
- New York/USA: Der Dow-Jones-Index erreicht erstmals die Marke von 40.000 Punkten.

### Freitag, 17. Mai 2024
- Berlin/Deutschland: Der Bundes-Klinik-Atlas geht online.[5]
- Deutschland: Hochwasser in Südwestdeutschland 2024.

### Samstag, 18. Mai 2024
- Deutschland: Saisonabschluss der Fußball-Bundesliga Saison 2023/24 der Herren.

### Sonntag, 19. Mai 2024
- Ūzī/Iran: Bei einem Helikopterabsturz nahe der Stadt Varzaqan kommen alle neun Insassen ums Leben, darunter der iranische Präsident Ebrahim Raisi und sein Außenminister Hossein Amir-Abdollahian.
- Dominikanische Republik: Parlamentswahl und Präsidentschaftswahl.

### Montag, 20. Mai 2024
- London/Vereinigtes Königreich: Der High Court of Justice gibt dem Berufungsantrag von Julian Assange statt.
- Deutschland: Saisonabschluss der Fußball-Bundesliga Saison 2023/24 der Frauen.
- Zypern: Beginn der U-17-Fußball-Europameisterschaft 2024 der Männer.
- Lebach/Deutschland: Die Europäische Eibe auf dem Hof des Schlosses La Motte wird vom Kuratorium Nationalerbe-Baum der Deutschen Dendrologischen Gesellschaft zum Nationalerbe-Baum ausgezeichnet.[6]

### Mittwoch, 22. Mai 2024

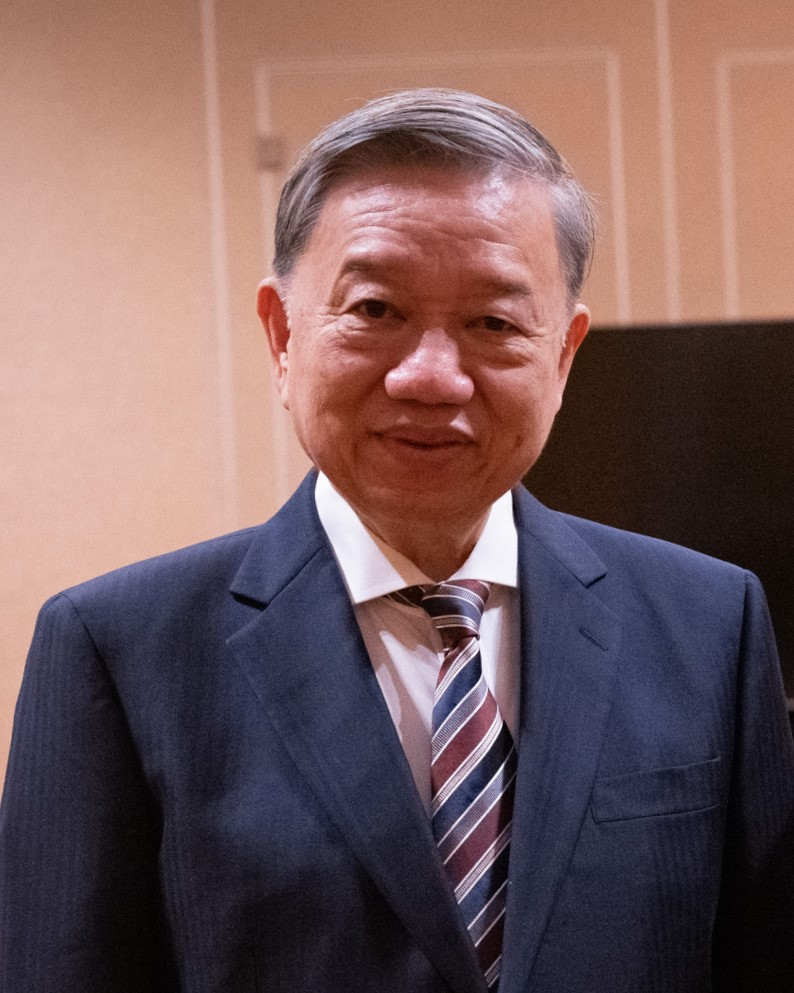
Tô Lâm (2022)

- Dublin/Irland: Im Finale der UEFA Europa League 2023/24 verliert Bayer 04 Leverkusen gegen Atalanta Bergamo mit 0:3.
- Vietnam: Tô Lâm wird als Präsident Vietnams vereidigt.

### Freitag, 24. Mai 2024
- Abu Dhabi/Vereinigte Arabische Emirate: Letzter Tag der Judo-Weltmeisterschaften.
- Wien/Österreich: Dem deutschen Politiker Hans Globke wird das im Jahr 1956 verliehene Große Goldene Ehrenzeichen am Bande für Verdienste um die Republik Österreich wegen seiner Mitwirkung als Mitverfasser der Nürnberger Rassegesetze postum entzogen.[7]
- Enga Province/Papua-Neuguinea: Bei einem Erdrutsch nahe der Porgera-Goldmine werden über 100 Häuser verschüttet, besonders betroffen ist das Dorf Yambali. Es werden viele Hundert Todesopfer befürchtet.[8][9]

### Samstag, 25. Mai 2024
- Berlin/Deutschland: Finale des DFB-Pokals 2023/24 (Herren).
- Bilbao/Spanien: Finale der UEFA Women’s Champions League 2023/24.
- Cannes/Frankreich: Abschluss der 77. Internationalen Filmfestspiele von Cannes.
- Kōbe/Japan: Letzter Tag der Para-Leichtathletik-Weltmeisterschaften.

### Sonntag, 26. Mai 2024

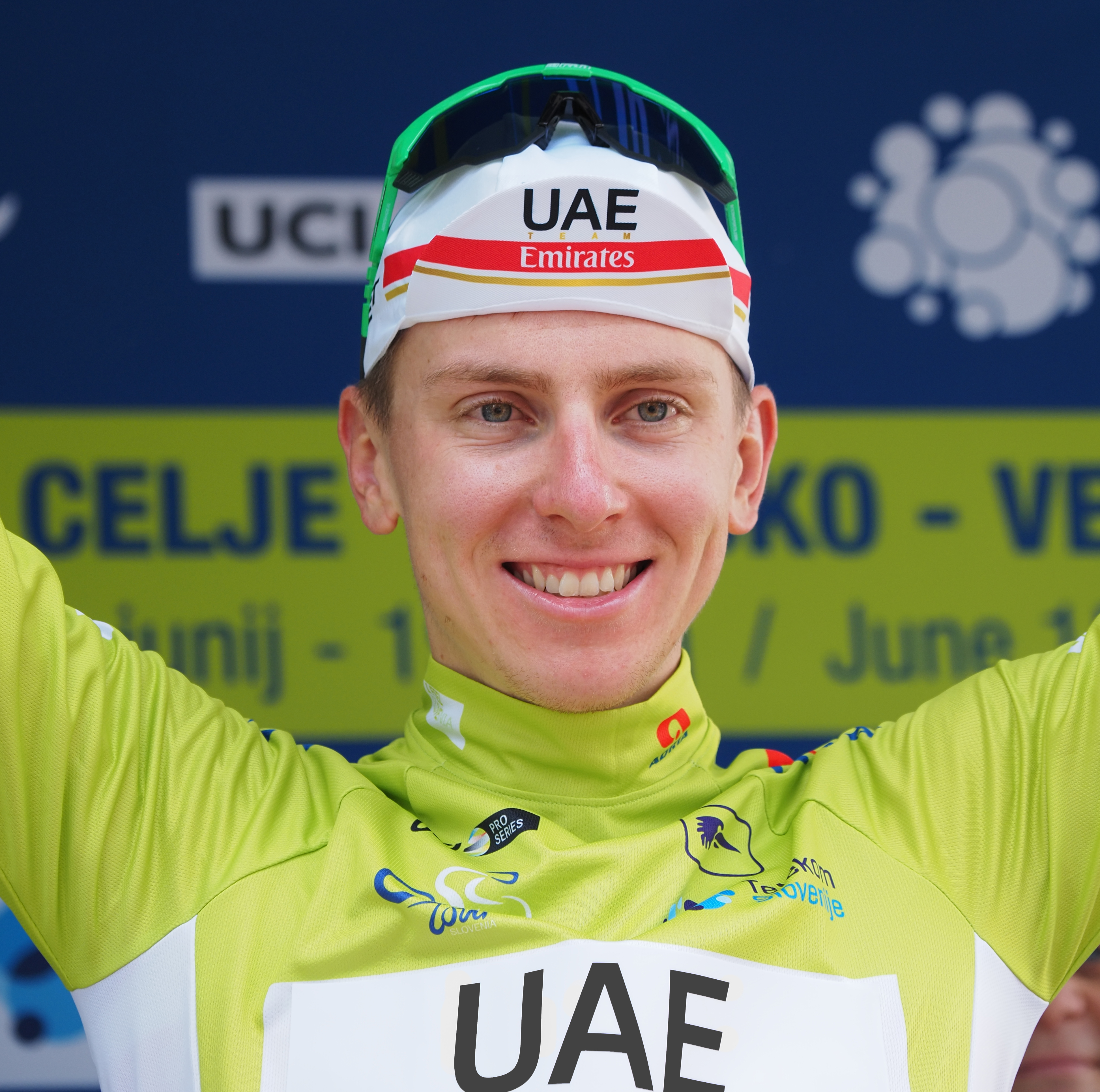
Tadej Pogačar (2022)

- Erfurt/Deutschland: Kommunalwahl in Thüringen.
- Luxemburg: Saisonabschluss der obersten Fußballliga der Herren.
- Paris/Frankreich: Beginn der French Open.
- Rom/Italien: Der Slowene Tadej Pogačar gewinnt den Giro d’Italia.
- Vilnius/Litauen: In der Stichwahl der Präsidentschaftswahl setzt sich Amtsinhaber Gitanas Nausėda gegen Herausforderin Ingrida Šimonytė durch.
- Prag/Tschechien: Im Endspiel der Eishockey-WM schlägt Tschechien die Schweiz.
- Budapest/Ungarn: Letzter Tag der Europameisterschaften der Rhythmischen Sportgymnastik.
- Berlin/Deutschland: Bei der Abschlussveranstaltung Aus Mut gemacht zum Jubiläum 75 Jahre Grundgesetz treten zahlreiche Interpreten auf, darunter das Babelsberger Filmorchester, Die Fantastischen Vier, Alle Farben, Vanessa Mai, Sebastian Krumbiegel, Lena Meyer-Landrut, Zoe Wees, Flying Steps, Christiane Paul, Kult!INKoffer und Phase 7. Moderiert wurde die Veranstaltung von Jeannine Michaelsen, Jo Schück und Inka Bause.[10]

### Montag, 27. Mai 2024
- Schweiz: Swiss-Overshoot-Day.
- Bern/Schweiz: Beginn der Sommersession der eidgenössischen Räte (bis 14. Juni).

### Dienstag, 28. Mai 2024
- Münster/Deutschland: Emmanuel Macron und dem Deutsch-Polnischen Jugendwerk wird der Internationale Preis des Westfälischen Friedens verliehen.
- Ramallah/Palästina: Anerkennung Palästinas als Staat durch Irland, Norwegen und Spanien.

### Mittwoch, 29. Mai 2024
- Nea Filadelfia bei Athen/Griechenland: Im Finale der UEFA Europa Conference League schlägt Olympiakos Piräus die AC Florenz.
- Südafrika: Bei den Wahlen in Südafrika erleidet der bislang alleine regierende ANC eine schwere Wahlniederlage.

### Donnerstag, 30. Mai 2024
- New York/Vereinigte Staaten: Mit den Schuldsprüchen in The People of the State of New York v. Donald J. Trump wurde erstmals in der Geschichte der USA ein ehemaliger Staatspräsident des Landes wegen einer Straftat verurteilt.

### Freitag, 31. Mai 2024
- Europa: Ende der NATO-Übung Steadfast Defender 2024, der größten Übung der NATO seit Ende des Kalten Krieges.
- Genf/Schweiz: Die Organisatoren des Genfer Auto-Salons haben die Einstellung der Veranstaltung bekannt gegeben.
- Mannheim/Deutschland: Tödlicher Messerangriff in Mannheim am 31. Mai 2024.